# 福岡県道151号浮羽草野久留米線
福岡県道151号浮羽草野久留米線（ふくおかけんどう151ごう うきはくさのくるめせん）は、福岡県うきは市から久留米市に至る県道（主要地方道）である。

## 概要
うきは市浮羽町朝田から久留米市御井旗崎2丁目に至る。
並行する国道210号および久大本線の裏路地的な道路なため、交通量がかなり多い上に、一部区間を路線バスが走っているにもかかわらず、久留米市の草野町と山川町から御井町にかけて著しく離合が困難な区間がある。特に後者の区間は道路沿いの住宅の敷地内に入らなければ離合ができないほどの狭路であるため、朝7時から朝9時までは一方通行の区間となっており、その時間帯では起点から終点に向かっての通行ができない。
主要地方道は北海道を除き通常100番までの路線番号が割り当てられるが、151号の当路線も例外的に主要地方道となっている。

### 路線データ
- 起点：福岡県うきは市浮羽町朝田（中千足交差点、国道210号交点、福岡県道52号八女香春線上、福岡県道57号浮羽石川内線起点）
- 終点：福岡県久留米市御井旗崎2丁目（旗崎交差点、福岡県道53号久留米筑紫野線交点）
- 総延長：22.3km[1]

## 歴史
- 1959年（昭和34年）4月1日 - 福岡県が一般県道として認定。
- 1973年（昭和48年）3月1日 - 福岡県が整理番号を709とする。
- 1993年（平成5年）5月11日 - 建設省から、県道浮羽草野久留米線が浮羽草野久留米線として主要地方道に指定される[2]。
- 1994年（平成6年）4月1日 - 福岡県が主要地方道認定に伴い整理番号を709から151へ変更。

## 路線状況

### 別名
- 日田街道山辺道

昔から、久留米と日田を結ぶ街道として、日田街道中道とともに整備されていた。

### 重複区間
- 福岡県道52号八女香春線・福岡県道57号浮羽石川内線（うきは市浮羽町朝田・中千足交差点（起点） - うきは市浮羽町流川）
- 福岡県道70号田主丸黒木線（久留米市田主丸町益生田・益永交差点 - 麦生交差点）

### 道路施設

#### 橋梁
- 朝田橋（巨瀬川、うきは市、福岡県道52号八女香春線重複区間内）
- 稗田橋（東本川、久留米市、福岡県道70号田主丸黒木線重複区間内）
- 祇園橋（発心川、久留米市）

## 地理

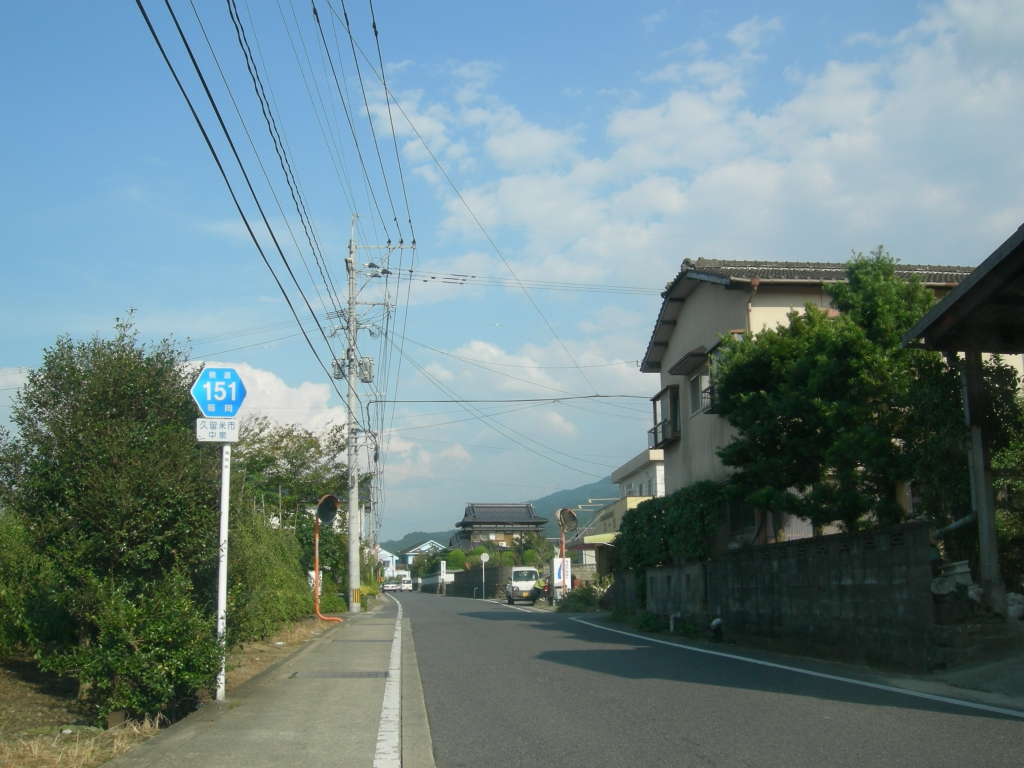
福岡県道151号浮羽草野久留米線（福岡県久留米市）

### 通過する自治体
- うきは市
- 久留米市

### 交差する道路
| 交差する道路                                                                        | 市町村名 | 交差する場所   | 交差する場所        |
| ----------------------------------------------------------------------------------- | -------- | -------------- | ------------------- |
| 国道210号 福岡県道52号八女香春線 重複区間起点 福岡県道57号浮羽石川内線 重複区間起点 | うきは市 | 浮羽町朝田     | 中千足交差点 / 起点 |
| 福岡県道52号八女香春線 重複区間終点 福岡県道57号浮羽石川内線 重複区間終点           | うきは市 | 浮羽町流川     |                     |
| 福岡県道718号吉井妹川線                                                             | うきは市 | 吉井町福益     | 延寿寺交差点        |
| 福岡県道719号田主丸停車場石垣線                                                     | 久留米市 | 田主丸町石垣   |                     |
| 福岡県道70号田主丸黒木線 重複区間起点                                               | 久留米市 | 田主丸町益生田 | 益永交差点          |
| 福岡県道70号田主丸黒木線 重複区間終点                                               | 久留米市 | 田主丸町益生田 | 麦生交差点          |
| 福岡県道746号竹野志塚島線                                                           | 久留米市 | 田主丸町竹野   |                     |
| 福岡県道743号中尾大刀洗線                                                           | 久留米市 | 田主丸町中尾   |                     |
| 福岡県道798号北川内草野線                                                           | 久留米市 | 草野町草野     |                     |
| 福岡県道742号蜷川草野線                                                             | 久留米市 | 草野町矢作     |                     |
| 福岡県道720号善導寺停車場耳納線                                                     | 久留米市 | 山本町耳納     |                     |
| 福岡県道739号豊田北野線                                                             | 久留米市 | 山本町豊田     |                     |
| 福岡県道53号久留米筑紫野線                                                          | 久留米市 | 御井旗崎2丁目  | 旗崎交差点 / 終点   |

### 交差する鉄道
- 久大本線

### 沿線
- 水縄郵便局
- 久留米市立水縄小学校
- 地徳郵便局
- 久留米市立竹野小学校
- JR九州久大本線[注釈 1]
  - 筑後草野駅 - 御井駅
- 草野郵便局
- 久留米市立草野小学校
- 久留米市立山本小学校
- 山本郵便局
- 屋部地蔵公園
- 百年公園
- 珍敷塚古墳
- 鷹取の湯
- トリムパーク
- 寺徳古墳
- 発心公園
- 世界つつじセンター